# Jenna Strauch
Jenna Strauch, född 24 mars 1997, är en australisk simmare. 

## Karriär
I juni 2022 vid VM i Budapest tog Strauch silver på 200 meter bröstsim. Hon var även en del av Australiens kapplag som tog silver på 4×100 meter medley. I december 2022 vid kortbane-VM i Melbourne var Strauch en del av Australiens kapplag som tog silver på 4×100 meter medley. Hon erhöll även ett guld efter att ha simmat försöksheatet på 4×50 meter medley, där Australien sedermera tog medalj i finalen.